# Rally Villa de Adeje de 2019
El Rally Villa de Adeje 2019 fue la 29º edición y la tercera ronda de la temporada 2019 del Campeonato de España de Rally. Se celebró del 9 al 11 de mayo y contó con un itinerario de catorce tramos sobre asfalto que sumaban un total de 154,54 km cronometrados. Fue también puntuable para el Iberian Rally Trophy.
Un total de cuarenta y nueve pilotos se inscribieron en la prueba, en el que destaca la ausencia del líder del campeonato Pepe López, ocasión ideal para Iván Ares, segundo clasificado, para hacerse con el primer puesto. No estuvieron tampoco Xavi Pons ni Daniel Marbán, este último ausente al sufrir un incendio en su VW Polo GTi R5 en la cita anterior. A pesar de ser puntuable para la Iberian Rally Trophy no se presentó ningún equipo extranjero.

## Itinerario
| Día   | Tramo                     | Nombre             | Distancia | Hora                | Ganador             | Tiempo  | Líder               |
| Día 1 |                           |                    |           |                     |                     |         |                     |
| ----- | ------------------------- | ------------------ | --------- | ------------------- | ------------------- | ------- | ------------------- |
| Día 1 | TC1                       | Adeje BP           | 11.40 km  | 17:30               | José Antonio Suárez | 8:01.6  | José Antonio Suárez |
| Día 1 | TC2                       | Santiago del Teide | 17.80 km  | 18:10               | Enrique Cruz        | 10:05.4 | Surhayen Pernía     |
| Día 1 | TC3                       | Guía de Isora      | 12.30 km  | 18:45               | Iván Ares           | 8:07.2  | Iván Ares           |
| Día 1 | TC4                       | Adeje BP           | 11.40 km  | 21:05               | José Antonio Suárez | 8:02.0  | Iván Ares           |
| Día 1 | TC5                       | Santiago del Teide | 17.80 km  | 21:45               | Iván Ares           | 10:07.4 | Iván Ares           |
| Día 1 | TC6                       | Guía de Isora      | 12.30 km  | 22:20               | Iván Ares           | 8:10.8  | Iván Ares           |
| Día 2 |                           |                    |           |                     |                     |         | Iván Ares           |
| TC7   | Arona-Vilaflor-San Miguel | 14.95 km           | 10:00     | José Antonio Suárez | 8:33.7              |         | Iván Ares           |
| TC8   | Granadilla                | 11.20 km           | 10:45     | Iván Ares           | 6:42.8              |         | Iván Ares           |
| TC9   | Arico-Fasnia              | 8.52 km            | 11:20     | Iván Ares           | 5:48.3              |         | Iván Ares           |
| TC10  | Adeje Show BP             | 1.10 km            | 12:25     | Iván Ares           | 1:01.1              |         | Iván Ares           |
| TC11  | Arona-Vilaflor-San Miguel | 14.95 km           | 14:20     | José Antonio Suárez | 8:33.7              |         | Iván Ares           |
| TC12  | Granadilla                | 11.20 km           | 15:05     | Iván Ares           | 6:43.1              |         | Iván Ares           |
| TC13  | Arico-Fasnia              | 8.52 km            | 15:40     | Iván Ares           | 5:49.3              |         | Iván Ares           |
| TC14  | Adeje Show BP             | 1.10 km            | 16:45     | Iván Ares           | 1:02.2              |         | Iván Ares           |

## Clasificación final
| Pos. | Piloto                | Copiloto             | Automóvil                | Tiempo    | Diferencia |
| ---- | --------------------- | -------------------- | ------------------------ | --------- | ---------- |
| 1.   | Iván Ares             | David Vázquez        | Hyundai i20 R5           | 1:36:59.2 | 0.0        |
| 2.   | José Antonio Suárez   | Alberto Iglesias Pin | Hyundai i20 R5           | 1:37:06.0 | +6.8       |
| 3.   | Enrique Cruz          | Yeray Mújica         | Porsche 997 GT3 RS 3.8   | 1:37:46.4 | +47.2      |
| 4.   | Surhayen Pernía       | Alba Sánchez         | Hyundai i20 R5           | 1:37:57.7 | +58.5      |
| 5.   | Adrián García Febles  | Raquel Ruiz          | Peugeot 208 T16          | 1:40:27.4 | +3:28.2    |
| 6.   | Javier Pardo          | Adrián Pérez         | Suzuki Swift Sport R+    | 1:41:24.9 | +4:25.7    |
| 7.   | Manuel Mesa           | José Carlos Déniz    | Suzuki Swift Sport R+    | 1:42:56.0 | +5:56.8    |
| 8.   | Ángel Bello           | Taghoter Vargas      | Škoda Fabia S2000        | 1:43:23.3 | +6:24.1    |
| 9.   | Víctor Javier Delgado | Alberto Jabato       | Mitsubishi Lancer Evo IX | 1:44:16.3 | +7:17.1    |
| 10.  | Marco Lorenzo         | Nestor Gómez         | Mitsubishi Lancer Evo IX | 1:44:42.0 | +7:42.8    |